# 约翰·瑟尔
约翰·罗杰斯·瑟尔（英語：John Rogers Searle，1932年7月31日—），出生于美国科羅拉多州丹佛是美國哲學家。曾任加州大学伯克利分校的哲学教授。他对语言哲学、心灵哲学、社會本體論、形而上學和理智等问题的探讨作出了重要的贡献。此外他还讨论了社会制造的现实和物理现实的特征以及实践推理。

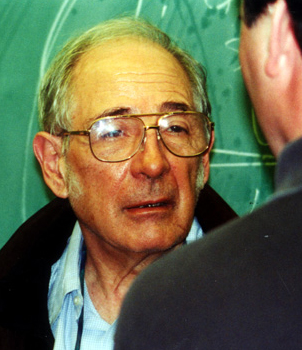
约翰·瑟尔 (2002年)

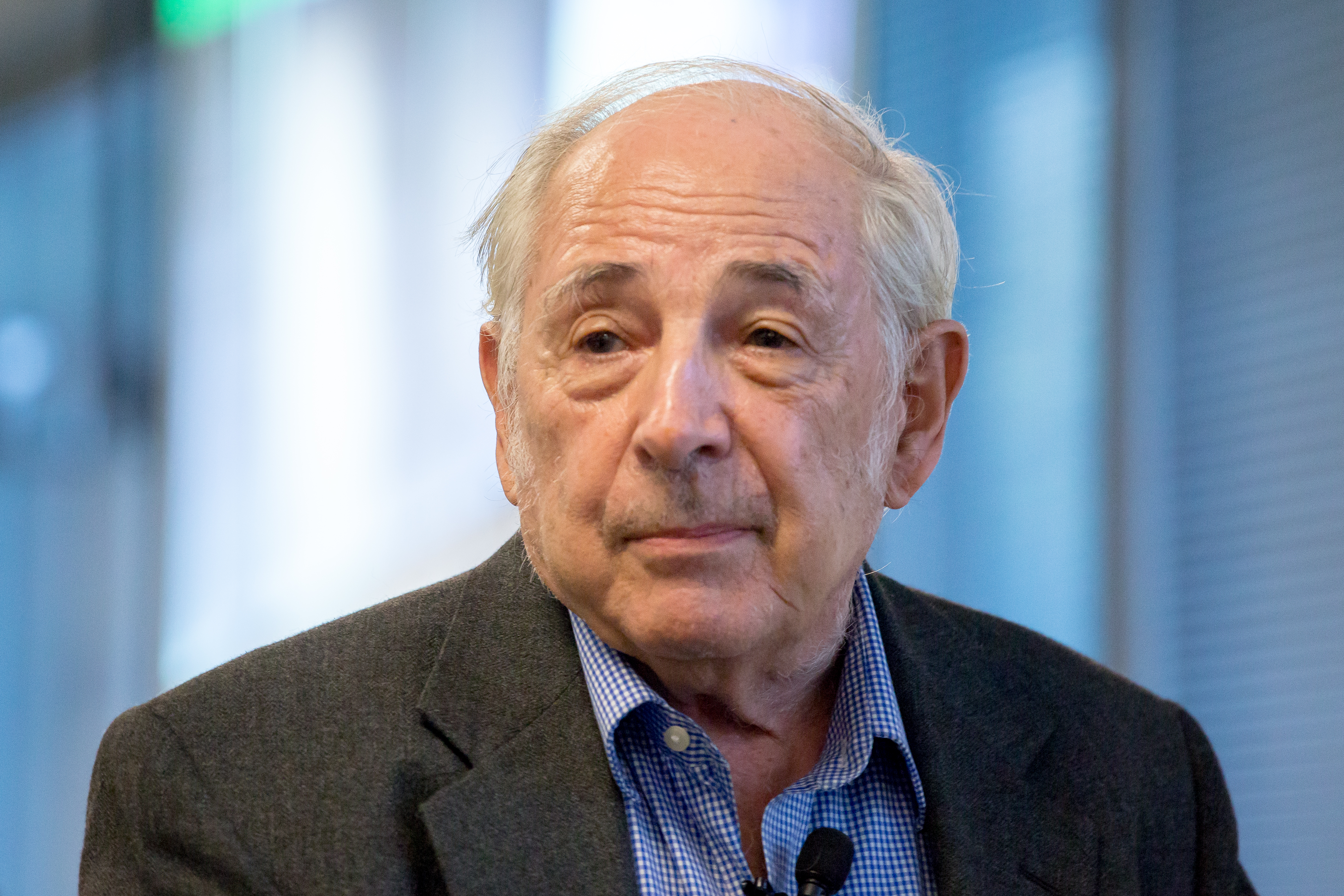
约翰·瑟尔 (2015年)

## 显性施为
瑟尔早期的工作主要基于他的导师的工作。尤其他将他的注意力集中在显性施为上。显性施为是在用词以外所表达的意思。比如
1. 阿珊抽烟。
2. 阿珊抽烟？
3. 阿珊，抽烟！

三句话里用的词完全一样，但表达的意思却不一样。第一句是一个断言，第二句是一个问句，第三句是一个命令。
瑟尔阐明了一句话里的显性施为遵守怎样的规则或条件。这些规则可以阐明不同显性施为的条件和目的。瑟尔一共使用了四种规则。
一般来说每个显性施为都有其特殊的“前提内容”。比如一个问题包含着未来的一些将发生的内容。一个断言可以有任何前提内容。有些显性施为（比如打招呼）没有任何前提内容。
只有在一定的前提下一个显性施为才能成功。比如要成功地提一个问题，听者能够回答这个问题和问者认为听者能够回答这个问题。要成功地完成一个打招呼听者和言者必须刚刚相遇或者刚刚被互相介绍。瑟尔称此为“准备条件”。
打招呼不一定是非常认真的，但要真正地谢某人，言者必须有真心。而要真正地问一个问题，问者必须真的想要知道回答。瑟尔称此为“认真条件”。
最后，每个显性施为可以用它的目的来描写它。一个断言是叙述一个事实。一个问题的目的是得到信息。感谢是一种礼貌的表示。这个语言的“目的性”是瑟尔后来工作的主要内容。

## 言語行為模型
希爾勒重分約翰·奧斯丁的各種言行分類：斷言(assertives)、引言(directives)、諾言(commisives)、感言(expressives)、宣言(declarations)。

## 强人工智能
瑟尔对他所称的“强人工智能”的批评来自他对意识和身体的思考。他认为感知出现于一个生物整个物理特性。他在中文房间中对人工智能的批评在于他认为意识是有目的性的，而电脑没有目的性，因此电脑没有意识。

## 意向性
瑟尔随后将他对显性施为的描写规则一般化了，将它作为意向性的一个特殊情况。同时他发现了一个目的现象的特性并称之为“适合方向”。比如某人看到一朵花，他的意识状态就适合了外部世界的状态。这个过程的适合方向是从意识向世界。但假如他伸手去采这朵花的话，那么他就要使的外部世界的状态适合他的意识状态。因此这时的适合方向是从世界向意识。他还提出了一个称为“背景”的技术概念。这个概念引起了一些哲学探讨。简而言之背景是一个目的性的行动的周围环境，其中包括行动者对世界的认识以及别人对他的目的的了解和认识。

## 社会意向性
瑟尔从理论上扎实地证明了一个社会环境中的目的性。在哲学技术中目的性是“关于”的一个用词。目的性说明某人对某物添加了一定的意义，比如他相信它、占有它、对它有欲望等等。它包括并超越通常所说的“目的”。瑟尔使用“集体目的性和行动”来解释一种特殊的目的性：集体的目的。在他开始的工作中他提供了对语言和目的性的规则性描写。现在他将这个方式用在集体目的性上。
瑟尔提出五个论点：
1. 集体目的性的活动是存在的，它与不是个人目的性活动的总和不是一回事。
2. 集体目的不能被简化为个人目的。
3. 上述两个论点有两个限制：
a. 一个社会只是由其个人组成的，一个社会没有独立的团体意识或团体知觉。
b. 个人或团体的目的性与个人信仰的真实性无关。
为了满足这些论点，瑟尔发明了一种描写集体目的性的方式来将集体目的性与个人目的性联系起来，而同时又将两者区分开来。其结果是个人目的性可以构成集体目的性。要构成一个集体目的性一个人必须知道别人可以参加他的目的性，因此：
4. 集体目的性的前提是对他人作为社会成员的一个背景了解：他人能够参加集体运动。
将这些论点集中在一起我们获得：
5. 目的性理论加上上述的背景可以解释集体目的性。

## 构造社会现实
瑟尔最近将他对目的性的分析运用到社会构造上。他的兴趣在于我们这个世界的一定方面是怎样成为利用这些方面人共同的目的性的。比如一张五元钱的纸币只是凭集体目的性才成为一张五元钱的纸币的（缺乏这个集体目的性，比如在另一个社会——国家——中，这张纸币仅是一张印有花纹的纸而已）。只有因为社会中所有的人都认为它值五元钱它才能够完成它的贸易作用。这与政府是否支持它的价值无关（假如大家都不信任它的价值，那么即使政府强制，它依然不会获得它的价值，这是为什么会出现黑市价的原因）。这样的社会构造充斥着我们的生活。我们使用的语言、我们对我们私有财产的拥有以及我们与其他人之间的关系都根本地建立在这样的目的性上。
瑟尔对社会构造的研究成果与其他不认同有这样的与意识无关的事实的论点非常不同。瑟尔认为我们所称的真理是一种社会构造。从这一点上瑟尔提供了现代哲学中稍有的一些关于真理的辩论。

## 醜聞
2017年希爾勒被指控在柏克萊加州大學性侵及性騷擾學生及員工，且遷就希爾勒在哲學界的聲望，學校亦長期掩蓋實情。據訴訟文件所載，曾有希爾勒的研究助理因為拒絕希爾勒的性邀約而遭到解雇。